# Почтовая станция (Луга)
Почтовая станция — несохранившееся здание в городе Луга Лужского района Ленинградской области. Располагалась на месте существующего почтового отделения по адресу проспект Кирова, 58.
Возникла в 1797 году как почтовая станция на Порховском тракте (затем — Динабургском шоссе). В 1841–1843 годах построено каменное здание, в котором с 1860-х годов размещалась почтово-телеграфная контора, а позднее — Лужский районный узел связи. Снесено в начале 1970-х годов.

## История
В 1797 году при открытии нового почтового тракта, соединяющего Гатчинскую мызу с Порховом, в Луге основали первую станцию почты. Соседние почтовые станции располагались в Жельцах и Городце. Двухэтажное здание было выполнено из дерева на каменном фундаменте и располагалось на углу Базарного переулка и Покровской улицы. 
На лужской станции неоднократно бывал А. С. Пушкин, всего 13 раз. На этой почтовой станции 15 октября 1827 года Пушкин оставил запись о встрече с лицейским товарищем Вильгельмом Кюхельбекером, которая произошла днём ранее на почтовой станции Залазы. Кюхельбекера, осуждённого по делу декабристов, под охраной перевозили из Шлиссельбургской крепости в Динабургскую.
До конца 1830-х вся деловая жизнь города крутилась вокруг почтовой станции: ремонт личных экипажей, придорожная торговля, предоставление ночлега и питания проезжающим. На 1824 год на станции содержалось 55 лошадей, а к 1852 году – уже 82.
В 1841 году, в связи со строительством Динабургского шоссе, был составлен проект нового каменного здания почтовой станции. Подобный проект уже был применён для строительства почтового дома в уездном городе Новоалександровск Ковенской губернии. В 1843 году здание было построено и передано в управление ведомству путей сообщения. Стоимость работ составила 25 тыс. рублей. Новый почтовый двор задумывался одной из архитектурных доминант в городе. Станция своим фасадом, выполненным в псевдоготическом (египетском) стиле, обращалась в сторону Соборной площади и просматривалась издалека – почти от самого въезда в Лугу через Петербургские ворота. 
Лужский станционный дом был первого (высшего) разряда. По бокам почтового двора тянулись флигели, в которых размещались конюшни, каретники и другие службы. Внутреннее устройство лужской станции было таким же как в сохранившейся до наших дней почтовой станции в Выре. В одном из флигелей находились помещения для смотрителя и ямщиков, в другом комнаты для проезжающих, а во дворе между торцами деревянных конюшен располагались шорная мастерская и кузница. 
В 1858 году началось движение поездов по Варшавской железной дороге между Петербургом и Лугой, после чего почтовые станции, расположенные на этом участке, были упразднены. Однако почтовая станция в Луге не закрывалась. Уже с 1862 года ведомство путей сообщения предоставляло освободившиеся комнатные и надворные строения для размещения телеграфной станции, городского пожарного обоза и земских общественных лошадей. Здесь же стояли и 4 лошади для перевозки почты от уездной почтовой конторы (отвечавшей за сбор почты в уезде) до железнодорожного вокзала.
В начале XX века в здании располагалась почтово-телеграфная контора, при которой работала государственная сберегательная касса. В 1910 году в здании открылась телефонная станция. После 1917 года здесь находился Лужский районный узел почтовой и электротехнической связи.
Во время оккупации Луги вермахтом в 1941–1944 годах в здании размещалась сельскохозяйственная комендатура (WKDO). С фасада зданий было бюро хозяйственной комендатуры, за ним склад бюро, механическая мастерская, гараж и электростанция хозяйственной комендатуры. В глубине двора – большой хозяйственный склад. Во время отступления немцев здание сгорело. До 1960-х годов сохранялся уцелевший флигель. В начале 1970-х годов здание почтовой станции было снесено и на его месте построено существующее здание лужского почтамта.